# Adwokat (film 2013)
Adwokat (ang. The Counselor) – amerykańsko-brytyjski thriller z 2013 roku w reżyserii Ridleya Scotta. Wyprodukowany przez 20th Century Fox.
Światowa premiera filmu miała miejsce 25 października 2013 roku. W Polsce premiera filmu odbyła się 15 listopada 2013 roku.
Ridley Scott zadedykował ten film swojemu bratu, Tony’emu, który popełnił samobójstwo w 2012 roku.

## Fabuła
Znany prawnik (Michael Fassbender) z El Paso w stanie Teksas dostaje propozycję pracy od ekscentrycznego Reinera (Javier Bardem), właściciela modnego klubu nocnego. Może szybko i dużo zarobić, ale kobieciarz Westray (Brad Pitt), człowiek na usługach Reinera, ostrzega go przed przyjęciem oferty. Mówi, że jego pracodawca prowadzi nielegalne interesy. Mimo to chciwy adwokat decyduje, że będzie reprezentował Reinera. Okazuje się, że mężczyzna jest w rzeczywistości narkotykowym bossem. Sytuacja jeszcze bardziej się komplikuje, gdy pojawia się piękna dziewczyna przestępcy. Malkina (Cameron Diaz) – była striptizerka pochodząca z Barbados – jest bezwzględną psychopatką. Adwokat i jego naiwna narzeczona Laura (Penélope Cruz) będą musieli stawić czoło narkotykowemu podziemiu i walczyć o życie. W konsekwencji splotu okoliczności - zaaranżowanych częściowo przez Malkinę, a częściowo będących dziełem przypadku i działań narkotykowego kartelu - kurier, którego miał reprezentować adwokat, Reiner, Westray i Laura zostaną zamordowani; Malkina ucieknie z brylantami do Europy, transport narkotyków przechwyci kartel, a adwokat zostanie sam w meksykańskim hotelu z płytą CD, na której nagrano śmierć Laury.

## Obsada
- Michael Fassbender jako adwokat
- Penélope Cruz jako Laura
- Cameron Diaz jako Malkina
- Javier Bardem jako Reiner
- Brad Pitt jako Westray
- Rosie Perez jako Ruth
- Rubén Blades jako Jefe
- Goran Višnjić jako Michael
- Toby Kebbell jako Tony
- Emma Rigby jako dziewczyna Tony’ego
- John Leguizamo jako Randy
- Fernando Cayo jako Abogado Hernandez
- Sam Spruell jako Jaime
- Carlos Julio Molina jako Jose

i inni